# دیدریک بیدر
کارل دیدریک بیدر (به انگلیسی: Diedrich Bader) بازیگر، آمریکایی است که به خاطر بازی در فیلم‌ها و سریال‌های نمایش درو کری و «Outsourced» و «Napoleon Dynamite» شناخته شده‌است. وی در فیلم‌های متعددی نیز صداپیشه بوده‌است. همسرش «دالسی راجرز» نیز بازیگر است و دارای دو فرزند هستند.
قسمتی از فیلم‌شناسی:
- نمایش درو کری
- فریز
- خیابان جامپ شماره ۲۱
- محیط اداره
- سیمپسون‌ها
- عصر یخبندان
- سفر به اروپا
- ساوت پارک
- زیاد ذوق‌زده نشو
- مانک
- ملاقات با اسپارتی‌ها
- تیزپا
- سی‌اس‌آی
- سی‌اس‌آی: میامی
- پنگوئن‌های ماداگاسکار
- استخوان‌ها
- پرورش شکست خورده
- اطلس شورید: قسمت دوم
- دختر شایسته اخلاق ۲: مسلح و شگفت‌انگیز